# Num-Torum
Num-Torum (Numi-Torem o Numi-Turum) es el dios supremo o el dios padre de los pueblos de Siberia. El padre del héroe Mir-Susne-Hum y otros seis hijos y una hija. Vive en el nivel más alto de los cielos (de acuerdo con el pueblo Hanti), lo que significa que es difícil para las personas hablar con él, por lo que los hijos de Num-Torum se consulta en su nombre. Él y sus siete hijos vivían en una casa de oro y plata.